# Darko Horvat
Darko Horvat (* 19. Mai 1973 in Krapina, SFR Jugoslawien) ist ein ehemaliger kroatischer Fußballspieler.

## Karriere

### Als Spieler
Darko Horvat wurde 1973 in Krapina im heutigen Kroatien geboren. In seinem Heimatland spielte Horvat im Laufe seiner Karriere für Istra Pula, NK Rijeka, NK Solin und Inter Zaprešić.
Bis Januar 2005 stand er bei Inter Zaprešić unter Vertrag. Anschließend wechselte er nach Deutschland in die 2. Bundesliga zu Dynamo Dresden. Nach anfänglichen Schwierigkeiten und einigen schweren Fehlern sowie kurzzeitiger Verbannung auf die Bank schaffte er es, sich wieder in die erste Mannschaft zu spielen, wo er durch starke Leistungen auch bei den Fans sehr beliebt wurde.
Am 14. März 2006 wurde sein Vertrag bei Dynamo Dresden aufgrund seiner Leistungen bis zum Jahr 2008 verlängert. Nur drei Wochen später zog er sich allerdings im Spiel gegen den FC Erzgebirge Aue einen Kreuzbandriss zu, wodurch ihm die Sportinvalidität drohte. Aufgrund dessen wurde nach dem Abstieg von Dynamo Dresden am Ende der Saison sein Vertrag im gegenseitigen Einvernehmen aufgelöst.
Nach der Auskurierung seiner Verletzung unterschrieb er einen Vertrag für die Saison 2007/08 beim damaligen Oberligisten Hallescher FC, wo er seitdem Stammtorhüter war. Mit dem HFC gelang ihm innerhalb von fünf Jahren der Aufstieg von der Oberliga bis in die 3. Fußball-Liga. In seiner ersten Saison bei den Saalestädtern wurde er Meister der Oberliga Nordost 2008 und qualifizierte sich damit für die Regionalliga Nord. Auch die folgende Spielzeit endete erfolgreich, Horvat war ein sicherer Rückhalt seines Teams und führte den Verein zur Regionalliga-Vizemeisterschaft. Sein erstes Tor, das er, ebenfalls in der Saison 2008/09, beim 2:2 gegen Türkiyemspor Berlin per Kopf erzielte, wurde für das Tor des Monats nominiert.
Horvats Vertrag bei den Saalestädtern wurde seitdem jährlich verlängert, zuletzt bis zum 30. Juni 2013.
In der Saison 2011/12 gelang ihm mit dem Halleschen FC schließlich der Aufstieg in die 3. Fußball-Liga und damit die Rückkehr in den Profifußball. Während dieser Saison stand Horvat in allen 34 Punktspielen über die volle Spielzeit auf dem Feld und musste lediglich 15 Gegentore einstecken, was keinem anderen Torhüter gelang. Dafür wurde er als bester Torhüter der vierten Liga ausgezeichnet. Auch in seiner Drittligasaison war er die unangefochtene Nummer eins im Tor beim Halleschen FC.
Am 20. März 2013 gab Darko Horvat bekannt, dass er zum Ende der Saison 2012/13 sein letztes Spiel als Profifußballer bestreiten würde. Mit dem letzten Heimspiel am 18. Mai 2013 gegen den 1. FC Saarbrücken am 38. Spieltag der 3. Liga beendete er seine aktive Laufbahn im Profibereich. Zu diesem Zeitpunkt gab er noch bekannt, dass er zurück zu seiner Familie nach Zagreb ziehen wird und dort fortan als Nachwuchstrainer arbeiten zu wollen.
Anschließend kehrte er in seine Heimat zurück und spielte dort bis zur Winterpause 2016/17 für den NK HAŠK, bevor er endgültig seine Spielerkarriere beendete.